# Троицкое (Тюльганский район)
Троицкое — село в Тюльганском районе Оренбургской области, административный центр Троицкого сельсовета. 

## География
Находится на расстоянии примерно 13 километров по прямой на восток от районного центра поселка Тюльган, а на расстоянии примерно 93 километра по прямой на северо-восток от административного центра города Оренбург.

## Климат
| Показатель                    | Янв.  | Фев.  | Март  | Апр. | Май  | Июнь | Июль | Авг. | Сен. | Окт. | Нояб. | Дек.  | Год   |
| ----------------------------- | ----- | ----- | ----- | ---- | ---- | ---- | ---- | ---- | ---- | ---- | ----- | ----- | ----- |
| Средний суточный максимум, °C | −9,7  | −8    | −1,4  | 10,8 | 21,7 | 25,6 | 26,7 | 25,1 | 18,8 | 8,5  | −0,8  | −6,7  | 9,22  |
| Средняя температура, °C       | −14,1 | −14,1 | −6,6  | 5    | 14,1 | 18,2 | 19,4 | 17,5 | 11,7 | 3,7  | −4,7  | −11,1 | 3,25  |
| Средний суточный минимум, °C  | −19,3 | −19,3 | −11,2 | −0,6 | 6,3  | 10,6 | 12,1 | 9,8  | 5,3  | −0,2 | −7,4  | −15,5 | −2,45 |
| Норма осадков, мм             | 48    | 50    | 44    | 37   | 39   | 35   | 35   | 34   | 38   | 52   | 64    | 58    | 534   |

## История
Село основано в 1775 году. В советское время работал колхозы "Гигант", «Новый мир», «Красный пахарь», «Красный гвардеец»,  им. Максима Горького и им.Ленина.

## Население
Население составляло 1234 человек в 2002 году (русские 91%), 1096 по переписи 2010 года.